# Berstrate

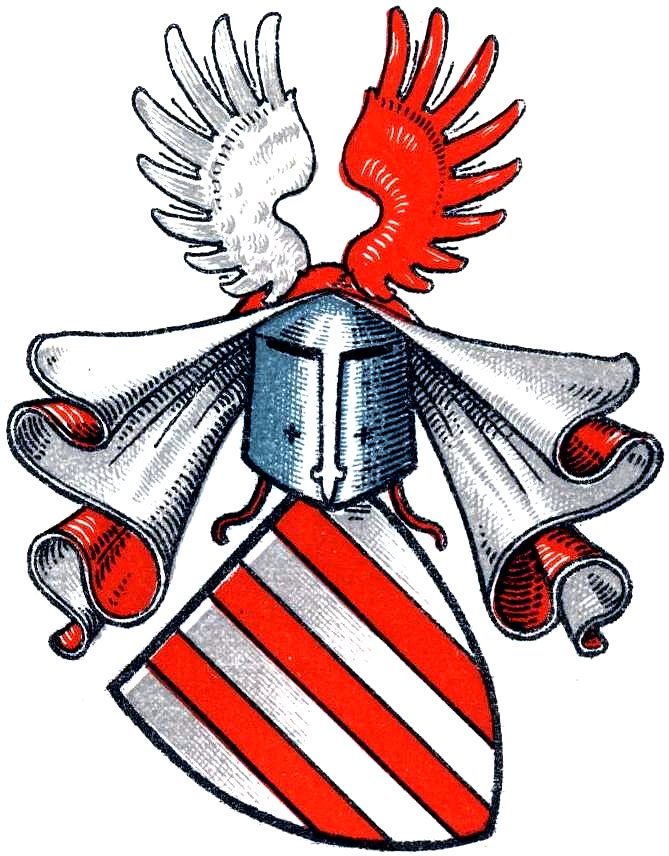
Wappen derer von Berstrate

Die Herren von Berstrate waren ein westfälisches Adelsgeschlecht. Das Adelsgeschlecht ist von einem Dortmunder Patriziergeschlecht gleichen Namens zu unterscheiden, das im 14. Jahrhundert erscheint, aber ein anderes Wappen führte.

## Geschichte
Der namensgebende Stammsitz des Geschlechts, ein heute abgegangener Rittersitz mit Gericht, lag bei Werl im Dorf Bergstraße (Mitte 9. Jh. birgistratum; 1229 Berstrathe), heute bestehend aus den beiden Ortsteilen Oberbergstraße und Niederbergstraße. Die Familie stellte Burgmänner auf Burg Mark und empfing gleichzeitig Lehen von Dietrich IV. von Volmerstein.
Als Familienmitglieder erscheinen u. a.:
- 1238: Hinricus de Berstrate, in nächster Umgebung des Grafen Gottfried von Arnsberg[4]
- 1250: Godefridus de Berstrate, Zeuge einer im Beisein des Paderborner Bischofs Simon I. von Paderborn ausgestellten Urkunde zugunsten des Soester Kapitels[5]
- 1263: Ritter Tidericus de Berstrate, Vasall von Konrad III. von Rüdenberg[6]
- 1265: Nikolaus von Berstrate, Vasall von Konrad III. von Rüdenberg
- 1266: Ritter Theoderich von Berstrate (1279 †); verheiratet mit Sophia; Sohn Hermann war 1279 an dem Gut Holthausen bei Olinchusen beteiligt
- 1298: Hermann von Berstrate, Knappe des Grafen Eberhard I. von der Mark, überließ dem Kloster Benninghausen den Hof Weringhausen bei Erwitte
- 1338: Gerhard und Johann von Berstrate besaßen einen Manus zu Ebinchusen als Lehen des Grafen von Arnsberg
- 1346: Brüder Henrik und Ewert von Berstrate sowie Johan von Berstrate. Die Brüder waren Lehnsnehmer, Johann Käufer eines Hofs zu Büderich (Werl).[7]
- 1350: Hermann von Berstrate übertrug den Northof auf seinen Bruder Johann
- 1360: Johann von Berstrate, schuldete 600 Mark, für die Dietrich von Volmerstein Währschaft leistete[8]
- 1361: Johann von Berstrate (siegelt mit zwei Pfählen) und seine Kinder, Gaerd, Gerlach, Johann, Diderich, Henrich, Rire, Grete und Goste
- 1411: Henrich von Berstrate, in Limburger Lehnsakten
- 1442: Johann von Berstrate, in Limburger Lehnsakten
- 1448: Heinrich von Berstrate, in Limburger Lehnsakten
- 1495–1501: Gerlich von Berstrate, in Limburger Lehnsakten
- 1506: Margaretha, Hilken, Gertrud und Elsken von Berstrate, Schwestern

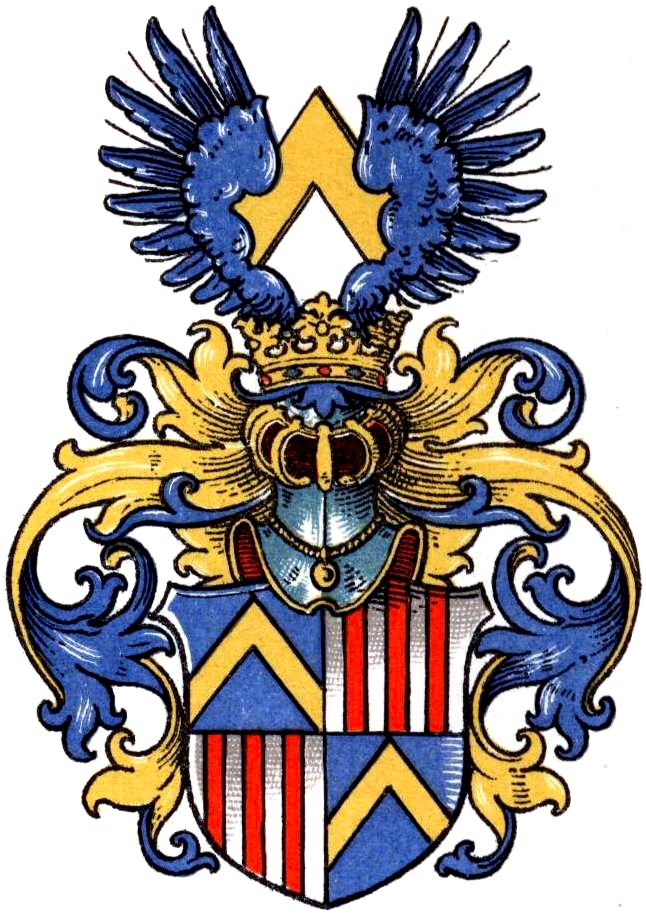
Wappen derer von Neheim zu Berstrate

Das Geschlecht blühte noch 1511, starb aber kurz danach aus. Die letzte Erbtochter Elske heiratete Johann von Neheim (Nehem) zu Nieder-Werries, dessen Enkel das Neheimer Wappen mit dem Berstrater Wappen vermehrte.

## Wappen
In Silber drei (teilweise auch zwei) rote Pfähle. Auf dem Helm ein silberner und ein roter Flügel. Die Helmdecken sind rot-silber.